# Škoda Rapid
El Škoda Rapid es un automóvil de turismo del segmento C producido por el fabricante checo Škoda desde el año 1981. Se ofrece con tracción delantera, con motores delanteros transversales de cuatro cilindros, y carrocería cupé en la primera generación y posteriormente como liftback de cinco puertas y hatchback denominado esta última como Spaceback. El Rapid comparte elementos estructurales y mecánicos con numerosos modelos del Grupo Volkswagen, como el Volkswagen Polo, SEAT Toledo y  Volkswagen Jetta, entre otros.

## Rapid de 1935
La primera vez que se usa el nombre de Rapid, es con un acabado de los Škoda de época entre los años (1935 - 1947).

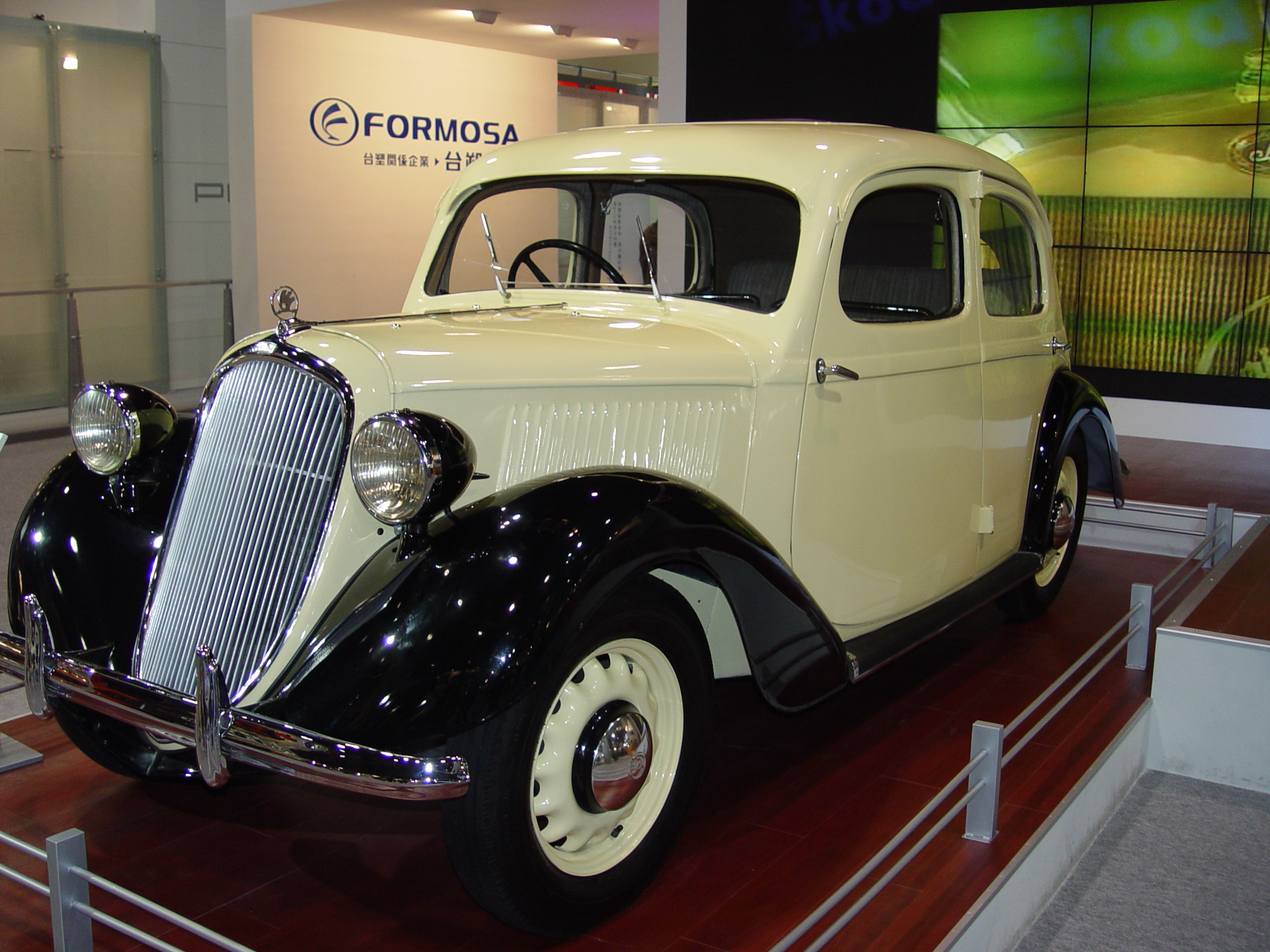
Rapid años 1935- 1940.
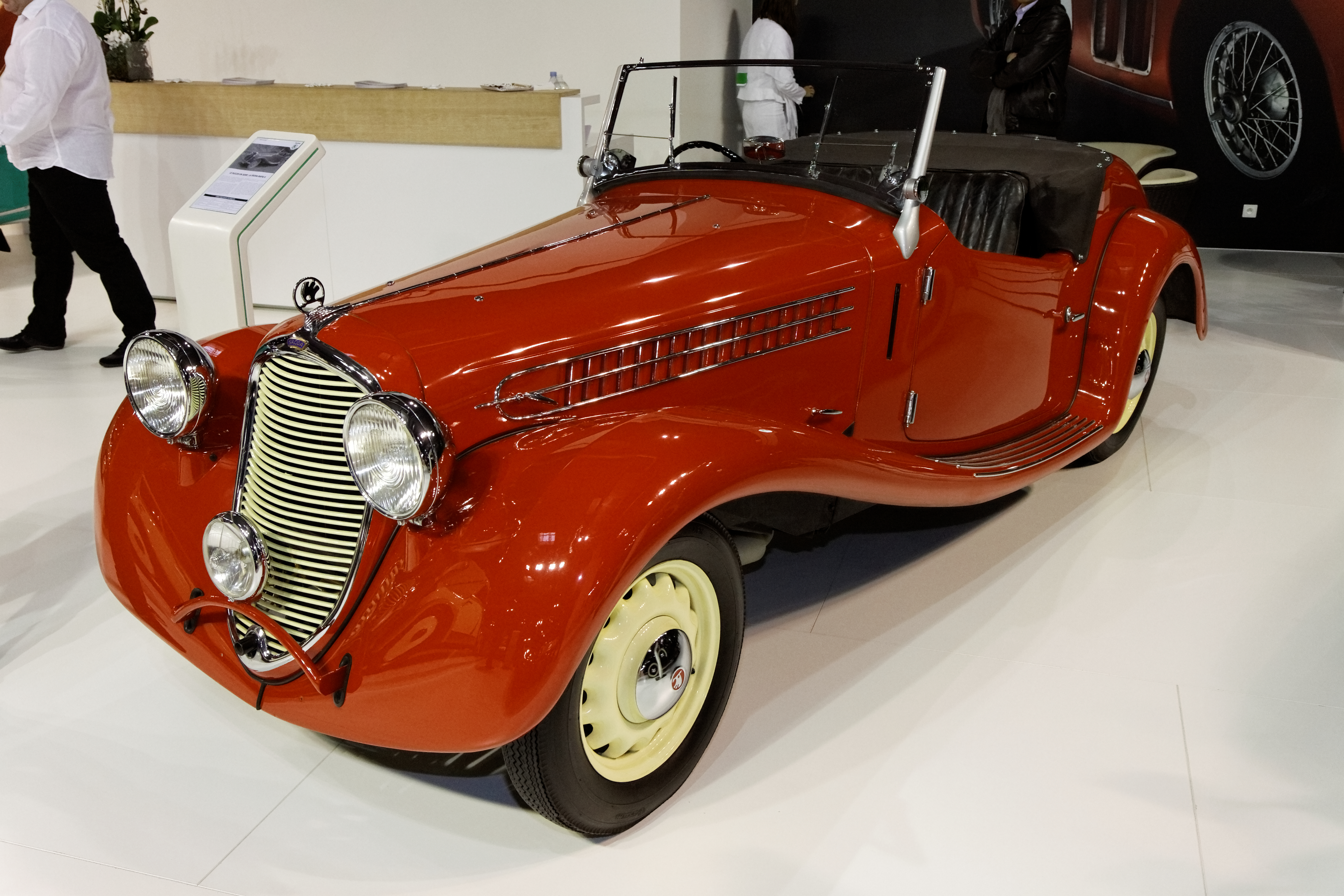
Rapid años 1935- 1940.

## Rapid de 1981
Se considera como primera generación al Škoda Rapid de los años 1980, un compacto de 2 puertas cupé de la categoría C, que fue producido por el constructor checo de automóviles Škoda Auto, entre 1981 y 1990. El modelo fue lanzado en 4 versiones diferentes, que llevaron los nombres Škoda Rapid o Garde según el mercado, Škoda Rapid 130 (código de fábrica Škoda 743), Škoda Rapid 135 y Škoda Rapid 136 (código 747 para ambas versiones). Todos los modelos fueron con disposición «todo atrás», es decir, motor trasero pero con el radiador delante y tracción trasera
El primer Rapid fue el reemplazo oficial para el cupé de 2 puertas Škoda 110R, fue fabricado entre 1981 y 1984 y se basaba en el sedán de 4 puertas Škoda 120.
El Rapid 130/135/136 se basa en el sedán de 4 puertas Škoda 130/135/136 del periodo 1983-1990. La carrocería era básicamente la misma que el Rapid original pero con la delantera del sedán y los nuevos motores de 1,3 l. El parabrisas era más aerodinámico y el techo era menor que en el sedán.

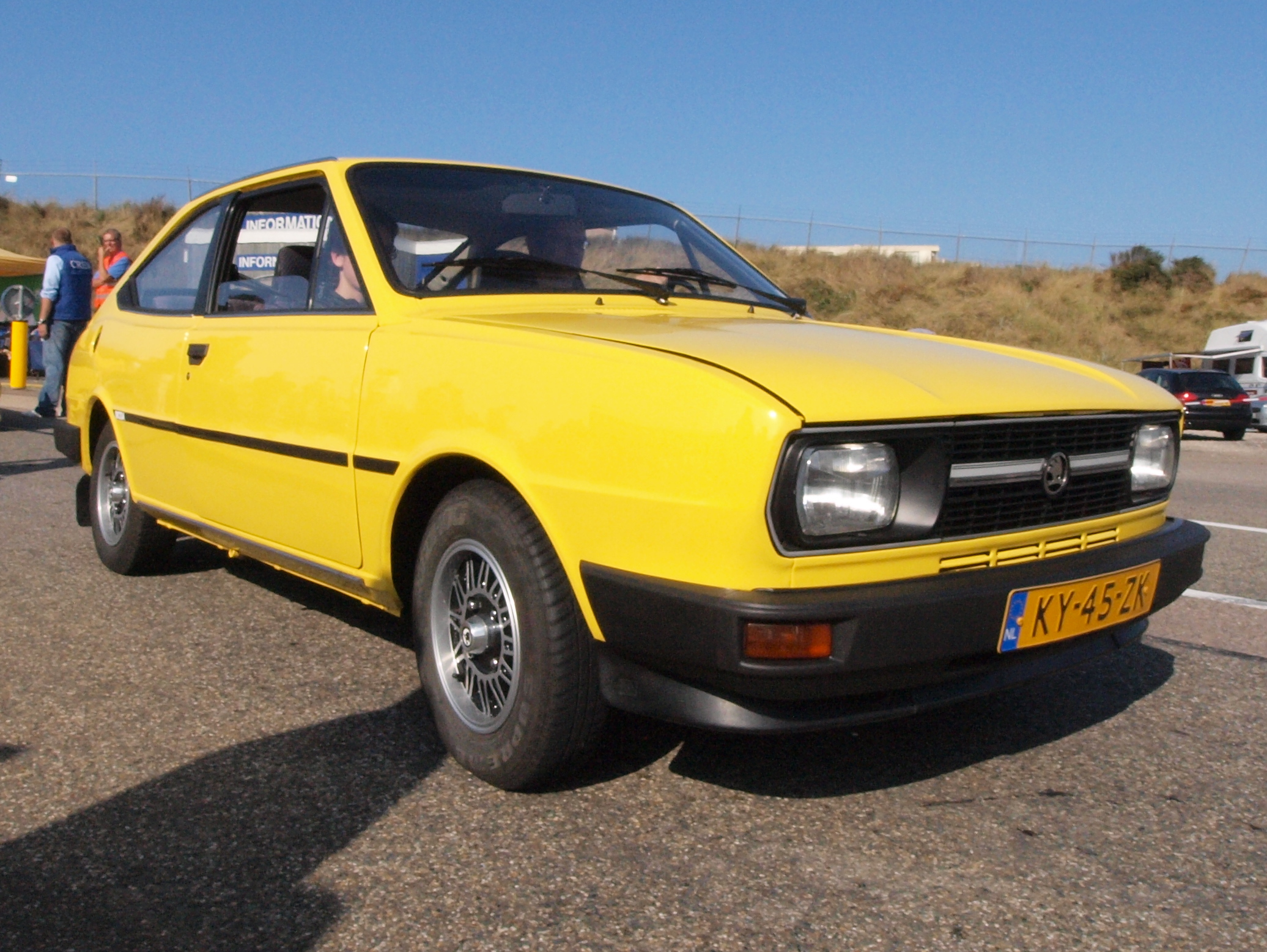
Škoda Rapid-Garde.
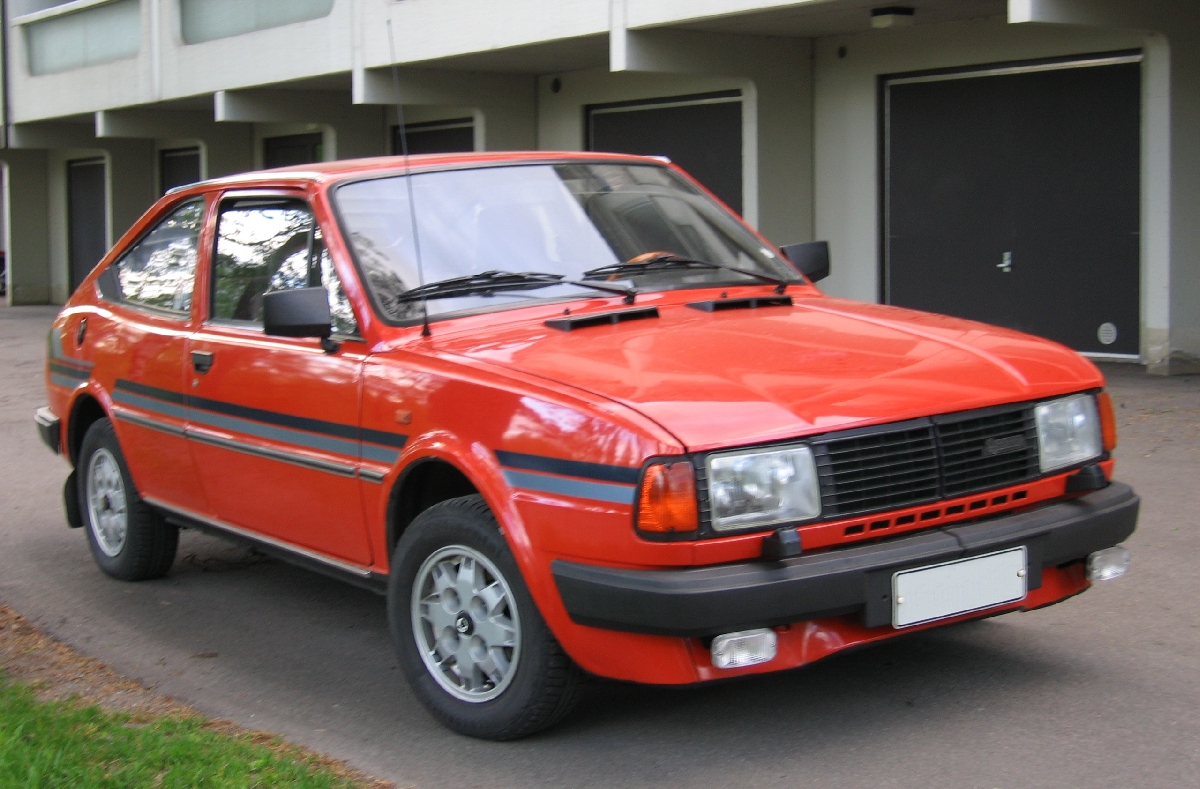
Škoda Rapid 130.
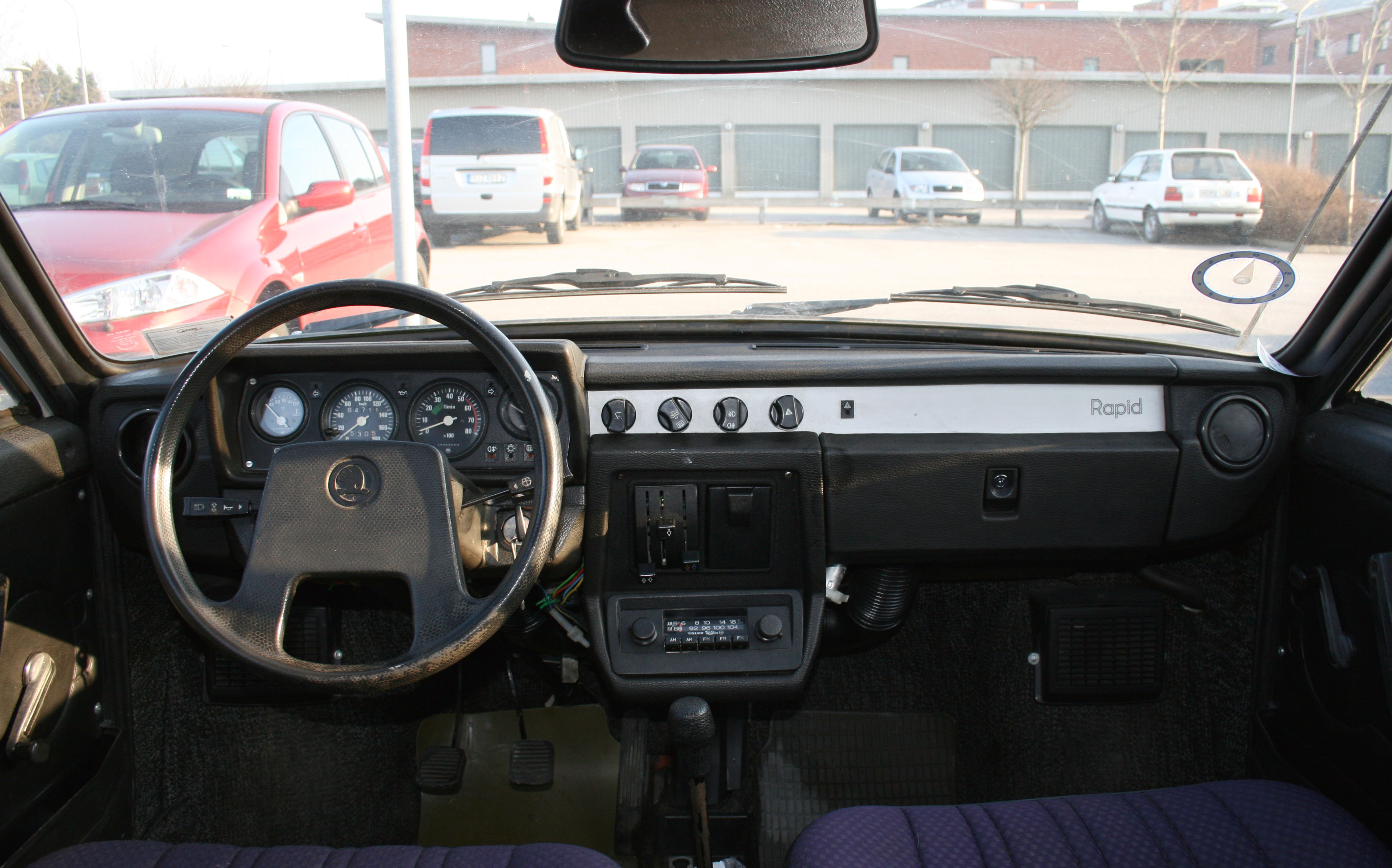
Interior Škoda Rapid.

## Rapid de la India
Artículo principal: Škoda Rapid (India) (en inglés)
Después de 22 años Škoda vuelve a usar la denominación Rapid para nuevo modelo totalmente diferente a su antecesor en el 2012.

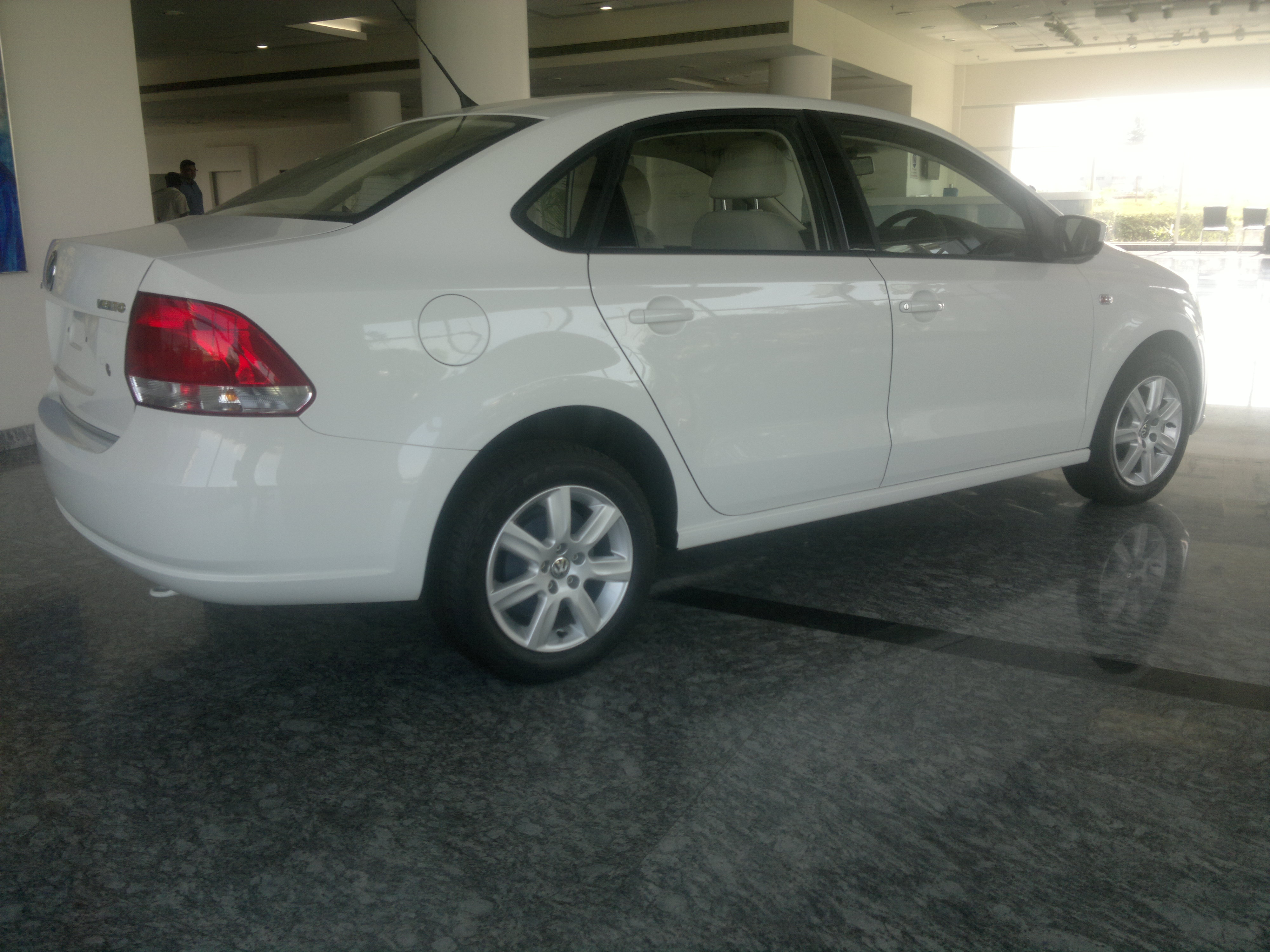
La versión india es idéntico a la versión india del Volkswagen Polo sedán

Tiene una longitud de 4384 mm, una distancia entre ejes de 2552 mm, según la versión entre 168 y 170 mm de ancho y 147 mm de alto, con motores 1,4 l con 85 CV, 1,6 l con 105 CV ambos de gasolina y un TDI de 1,6 l también de 105 CV. La transmisión es manual de 5 velocidades en todos los casos, reservándose para el 1,6 l gasolina una transmisión automática Tiptronic de 6 velocidades opcional. Se comercializa con los niveles de equipo Trendline y Comfortline.
En 2017 al modelo le llega una pequeña actualización, con un restyling.   
Este tipo de coches derivados de urbanos y tipo sedán son muy demandados en ciertos países como Indonesia y muchos de Sudamérica.

## Rapid de Europa/china
Artículo principal: Škoda Rapid (2012)
Las variantes en Europa y China, son muy diferentes al modelo Indio, ya que se desarrolló desde cero en vez de utilizar la base de un Polo sedan de la generación actual, se utilizó una nueva plataforma denominada A05+, para el desarrollo de berlinas del segmento C económicas, El Škoda Rapid Europeo venia a sustituir al antiguo Octavia Tour pues este disponía de una carrocería 	Liftback de cinco puertas con un gran portón trasero, y de una carrocería hatchback denominado como Rapid Spaceback. La carrocería Liftback del modelo fue compartida dentro del grupo con los modelos SEAT Toledo de cuarta generación y Volkswagen Polo sedan para el mercado Ruso.          
Mientras la variante para China, era idéntico al europeo pero suprimiendo el portón trasero, siendo esta variante un sedan de cuatro puertas. Esta variante fue compartida en china con modelos de Volkswagen como el santana y el Jetta. Unos años después recibe una actualización que afecta principalmente a las ópticas delanteras y traseras.      

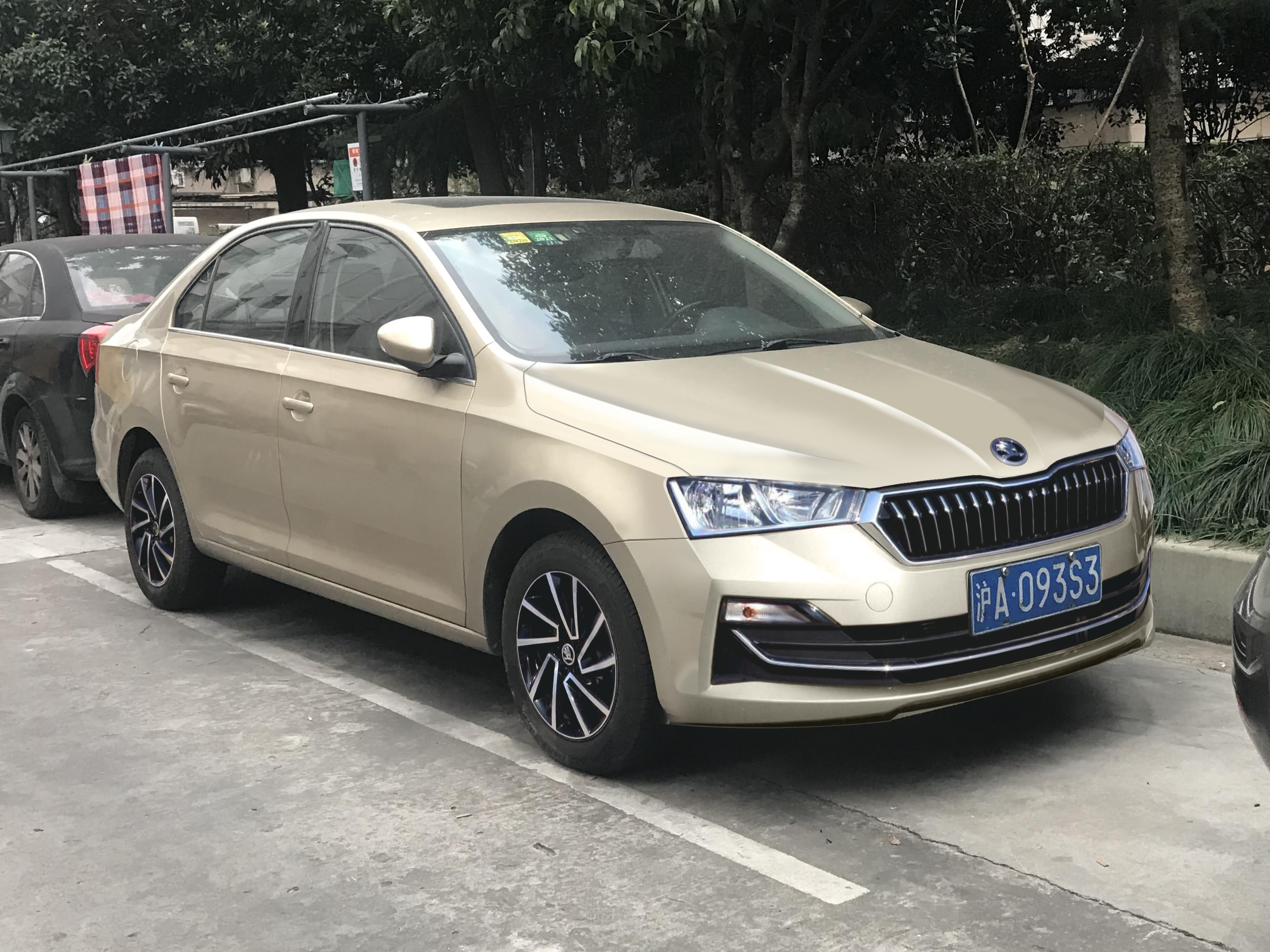
Vista delantera del Rapid china
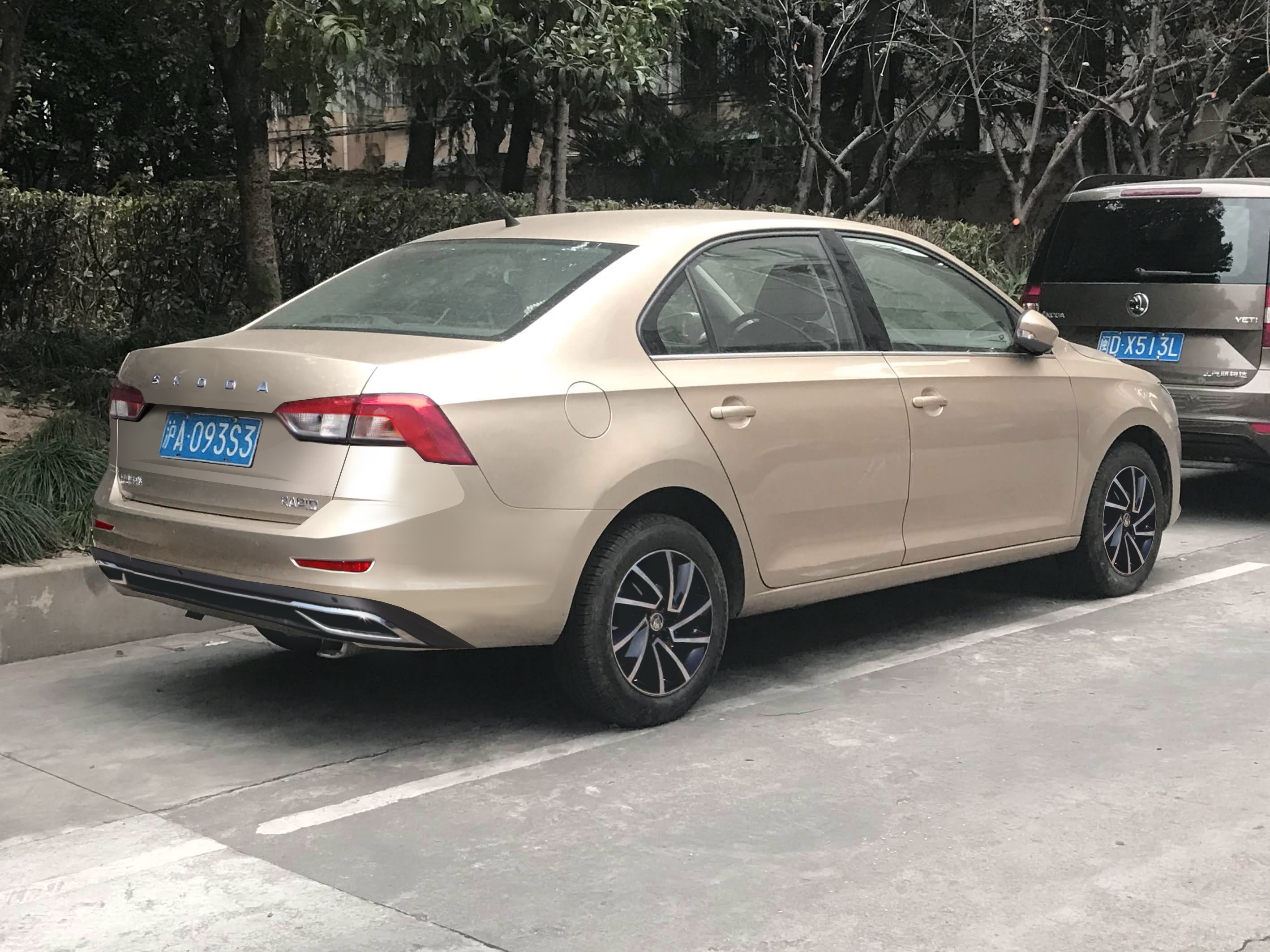
Vista trasera del Rapid china